# Prónay-kilátó
A Prónay-kilátó a Nógrád vármegyei Romhány és Alsópetény határában, a cserháti Romhányi-hegy Kecske-kő nevű, 421 méteres csúcsán emelkedő turisztikai létesítmény, amely az Ipoly Erdő Zrt. beruházásában valósult meg, 2017 őszén. A 26 méteres teljes magasságú kilátó 32,5 köbméter rétegelt, ragasztott lucfenyőből épült, négy terasza közül a legfelső a talajfelszíntől 23 méteres magasságban található, ahova összesen 128 lépcsőn lehet feljutni. Kivitelezésének teljes költsége nettó 45 millió forint volt, amit az erdőgazdaság saját forrásaiból finanszírozott.
Az Országos Kéktúra nyugat-cserháti szakaszának útvonaláról rövid kitérővel megközelíthető kilátó teljes körpanorámás kilátást kínál: nyugat-északnyugati irányban a Börzsöny, északon a Selmeci-hegység hegyei láthatók a Szitnya-csúccsal, észak-északkelet felé a távolban a Magas-Tátra, kelet felé a Szandavár, a Berceli-hegy illetve a távolban a Karancs és a Mátra hegyvonulatai, délről pedig a Gödöllői-dombság lankái figyelhetők meg. Délnyugati irányban a Naszály, illetve a Visegrádi-hegység, a Pilis és a Budai-hegység egyes csúcsai is láthatók.
Az építmény a nevét a térségnek sokat jelentő, történelmi hagyatékkal rendelkező, nemesi rangját még az 1200-as években megszerzett Prónay család után kapta.